# Layered Service Provider
La tècnica  LSP  o  Layered Service Provider , és una característica de Microsoft Windows Winsock 2 Service Provider Interface (SCI), que permet als usuaris connectar les seves pròpies biblioteca de DLL per a la gestió de les crides a les Winsock API.
El Layer Service Provider és una DLL que fa servir Winsock API per inserir-se en la pila de TCP/IP. Un cop a la pila, un Layer Service Provider pot inserir i modificar entrades i sortides de trànsit de Internet. Això permet processar tot el trànsit TCP/IP que té lloc entre Internet i les aplicacions que estan accedint a Internet (com ara un navegador web, un client de correu electrònic, etc.).
L'essència de la tècnica rau en el fet que qualsevol crida que la winsock API faci es passarà al llarg d'una cadena de tots els mòduls LSP  registrats. Cada un d'aquests mòduls es poden modificar per a la recepció i transmissió de dades i/o redireccions.
La tecnologia LSP s'utilitza per la detecció i limitació d'intrusos, protecció antivirus, reguladors de velocitat de descàrrega, gestió de prioritats, i per proporcionar filtrat de contingut. Exemples de programes que utilitzen el LSP  - tuneller ProxyCap, antivirus NOD32.

## Corrupció de la pila TCP/IP
Un problema comú amb els LSP quan són retirats del registry incorrectament o si l'LSP té algun error, i s'origina una corrupció del catàleg de Winsock en el registry, llavors la pila TCP/IP es trenca i l'equip queda sense poder accedir a internet.
A part, els virus i els adware no han passat per alt les oportunitats tècniques del LSP: hi ha molts programes maliciosos que utilitzen aquesta tecnologia per espiar o amb fins de promoció, així com per enganyar els tallafocs.
A més, l'eliminació incorrecta de programari que usi LSP o el tractament dels virus pot donar lloc al malfuncionament de tot el sistema de Windows Sockets.

Per a diagnosticar quan existeix aquest problema, cal saber que es poden veure tres caràcters entre claudàtors a continuació del nom de la URL, en lloc d'adreces IP en executar un ping sota cmd.exe (vegeu la Figura).

Per posar remei a aquesta situació hi ha diverses Utilitats, entre les quals hi ha: WinsockxpFix, LSPFix i AVZ. Cal tenir en compte que emprant programes com l'AVZ es pot fer malbé la configuració del LSP, si s'executa d'una manera incorrecta. Per tant, per a restablir la pila de WinSock, és preferible utilitzar eines estàndard com ara la utilitat Netsh: 
```
netsh winsock reset

```

 i, a continuació, en alguns casos, pot ser necessari el següent comandament: 
```
netsh int ip reset resetlog.txt

```

Aquesta pèrdua potencial de tota la connectivitat de la xarxa s'evita amb: Windows XP Service Pack 2, Windows Server 2003 Service Pack 1 i totes les versions posteriors de Windows, en les que el Winsock2 té la capacitat d'auto-curar-se després d'una desinstal·lació incorrecta d'un LSP.